# Space Battleship Yamato
Space Battleship Yamato (яп. 宇宙戦艦ヤマト, Uchū Senkan Yamato, «Космічний лінкор Ямато») — японський науково-фантастичний аніме-серіал, написаний Йошінобу Нішідзакі, зрежисований художником манґи Лейджі Мацумото та створений студією Academy Productions. Серіал транслювався на телеканалі Yomiuri TV з 6 жовтня 1974 року по 30 березня 1975 року, загалом налічуючи 26 епізодів. Сюжет зосереджений навколо персонажа Сусуму Кодая та міжнародного екіпажу із Землі, який під час міжзоряної війни вирушає в космос на борту бойового космічного корабля «Ямато» (створеного на основі лінкора Другої світової війни з тією ж назвою). Їхнє завдання — відповісти на заклик про допомогу з планети Іскандар та дістати пристрій, здатний зворотно вплинути на радіаційне зараження Землі, спричинене бомбардуванням расою Ґамілус.
Space Battleship Yamato — один із найвпливовіших аніме-серіалів у Японії. Його поворот до серйозних тем та складних сюжетних ліній вплинув на пізніші роботи в цьому середовищі, включаючи Gundam, Macross та Evangelion, а також вплинув на відеоігри, такі як Space Invaders.

## Розробка
Перші ідеї щодо того, що згодом стане Space Battleship Yamato, виникли у 1973 році у продюсера Йошінобу Нішідзакі. Проте проєкт зазнав низки змін і доопрацювань, перш ніж остаточно сформувався у своєму фінальному вигляді. До творчої команди, яка працювала над створенням серіалу, входили Йошінобу Нішідзакі, Кейсуке Фудзікава, Еїчі Ямамото та Аріцуне Тойота. Спочатку планувалося, що серіал буде знятий у жанрі токусацу, але Нішідзакі надихнувся створити щось, дія чого відбувається в космосі, після прочитання роману «Дітей Мафусаїла» . Аріцуне Тойота запропонував свій роман 1970 року Desecrated Earth (яп. 地球の汚名, Chikyū no omei) як подальше джерело натхнення для Нішідзакі.
У 1973 році такі твори, як «Пригоди Посейдона» та «Японія потопає», користувалися значним успіхом. Еїчі Ямамото вважав, що причина їхньої популярності полягає в тому, як у них зображено здатність людей виживати в екстремальних обставинах — це вплинуло на концепцію Yamato. Крім того, він вважав, що загалом індустріалізація призвела до того, що люди стали більш нещасними, а Yamato був створений, щоб показати тріумф людяності та любові.
Першопочатково проєкт задумувався як космічна варіація «Володаря мух» і мав назву «Астероїдний корабель Ікар». Екіпаж складався з представників різних країн, які подорожували космосом в астероїді в пошуках планети Іскандар. Між членами екіпажу мав панувати конфлікт і ворожнеча, бо багато діяли з власних інтересів. Ворогами були інопланетяни на ім’я Раджендора. Раджендорці були роботами, точна форма яких була невідома, і ближче до кінця історії мало з'ясуватися, що раджендорці, разом з рештою життя на їхній рідній планеті, загинули понад сто років тому.
Перший чорновий варіант Yamato з’явився наприкінці літа 1973 року, де «Ямато» (названий так Нішідзакі) був звичайним космічним кораблем, який використовував великий астероїд як оболонку, а сюжет був значно темнішим. Більше уваги приділялося вадам персонажів, які загалом були більш мізантропічними, і лише один із них мав вижити до кінця серіалу.
Виробництвом Yamato на концептуальній стадії керував Еічі Ямамото до 1974 року, коли йому довелося залишити це місце, щоб працювати над документальним фільмом. Його заміщенням розглядався Тошіо Масуда, який працював над «Тора! Тора! Тора!», але він відмовився через власні проєкти, хоча згодом брав участь у виробництві фільму 1977 року. Роль режисера дісталася Лейдзі Мацумото, який раніше відмовився від пропозиції через бажання мати повний творчий контроль. Мацумото кардинально переробив сюжет, створив титульний корабель за зразком імператорського японського лінкора IJN Yamato, а також екіпаж і зброю — «Хвильову рушницю», що походить з еротичної комедії Sexaroid, манґи, написаної Мацумото у 1968 році.
На найраніших етапах виробництва аніме планувалося створити 52 епізоди, потім кількість скоротили до 39, а врешті — до 26. Більшість вирізаного контенту стосувалась раси Ґамілус, у якої було більше персонажів та складніші мотиви й цілі. Крім того, на ранньому етапі бої були тісніше пов’язані з подіями Другої світової війни — наприклад, битва біля Нептуна в першому епізоді символізувала обхід Німеччиною лінії Мажино.
Перший чорновий варіант Space Battleship Yamato було завершено 21 травня 1974 року. У серпні створили десятихвилинний пілотний епізод, щонайменше дев’ять копій якого надіслали відповідним організаціям, і, після успіху пілотного епізоду, розпочалося передпродакшн аніме, перший епізод якого вийшов в ефір у жовтні того ж року. Оригінальний серіал містив 26 епізодів, що розповідали про подорож з Чумацького Шляху і назад. Серіал був суцільним сюжетом, де показували поступове погіршення здоров’я капітана Окіти та перетворення різкого молодого сироти Сусуму Кодая на зрілого офіцера, а також його зароджуючі романтичні стосунки з членкинею екіпажу Юкі Морі. Іноземні адаптації більше акцентують увагу на окремих персонажах, тоді як японський оригінал частіше зосереджений на самому кораблі. У промові на Anime Expo 1995 року режисер епізодів Нобору Ішігуро зазначив, що через низькі рейтинги та високі виробничі витрати продюсер Йошінобу Нішідзакі був змушений скоротити кількість епізодів із початкових 39 до 26. Вирізані епізоди мали представити капітана Харлока як нового персонажа серіалу.

## Сюжет
У 2199 році інопланетна раса Ґамілус скидає на Землю радіоактивні метеоритні бомби, роблячи поверхню планети непридатною для життя. Людство відійшло в глибокі підземні міста, але радіація поступово впливає і на них, і очікується, що людство зникне протягом року. На Землі є космічний флот, але він ще не має міжзоряної здатності і безнадійно поступається Ґамілусам. Здається, що все втрачено, доки на Марсі не знаходять капсулу з повідомленням із загадкового розбитого космічного корабля. Капсула містить креслення двигуна швидше за світло та пропозицію допомоги від королеви Старші з планети Іскандар у Великій Магеллановій Хмарі. Вона повідомляє, що на її планеті є пристрій — Космо-Клінер D, який може очистити Землю від радіаційного зараження.
Жителі Землі таємно будують величезний космічний корабель всередині руїн гігантського японського лінкора «Ямато», що лежить на колишньому морському дні — місці його затоплення під час Другої світової війни. Саме цей корабель і стає «Космічним лінкором Ямато», на честь якого названа вся історія.
Використовуючи креслення Старші, новий корабель оснащують космічним варп-двигуном, який називають «хвильовим рушієм», і несподіваним чином технологію також озброюють, створюючи надпотужну зброю на носі — «Хвильову рушницю». Хвильовий рушій здатний перетворювати тахіонні частинки, що рухаються швидше за світло, і дозволяє «Ямато» «пливти» на хвилі тахіонів, долаючи світлову швидкість. Хвильова рушниця, також відома як «Вибуховий компресійний еммітер хвильового руху вимірів», є козирем «Ямато» — вона з’єднує хвильовий рушій з величезними вогневими воротами на носі корабля, що дає змогу спрямувати енергію тахіонів у потужному промені вперед. Надзвичайно потужна, вона може одним пострілом випарувати флот ворогів або навіть маленький континент, але перед стрільбою потрібен короткий, але критично важливий час на заряджання.
Екіпаж із 114 осіб вирушає на «Ямато» до Іскандару, щоб забрати пристрій для очищення від радіації і повернутися на Землю в межах одного року. По дорозі вони дізнаються про мотиви своїх синьошкірих ворогів: планета Ґамілус, сестринська планета Іскандару, вмирає, а її лідер, Лорд Десслер, намагається настільки заражати Землю радіацією, щоб його народ міг туди переселитися, жертвуючи «варварами», якими він вважає людство.

### Фільм
Серіал було стиснено до 130-хвилинного фільму, поєднавши елементи кількох ключових епізодів першого сезону. Для фільму створили додаткову анімацію (наприклад, сцени на Іскандарі) або використали повторно тестові кадри серіалу (зокрема, вступну послідовність).

## Продовження

### Farewell to Space Battleship Yamato(1978)
Успіх фільму в Японії призвів до виробництва другого фільму, який мав завершити історію. У фільмі під назвою Farewell to Space Battleship Yamato (або Arrividerci Yamato), події якого відбуваються у 2201 році, показано, як екіпаж «Ямато» протистоїть Імперії Білої Комети — мобільній фортеці-місту Гатлантіс із галактики Андромеди. Величезна космічна битва завершується тим, що екіпаж вирушає на суїцидальну місію заради порятунку людства. Цей фільм вважається неканонічним і розглядається як альтернативна лінія часу.

### Space Battleship Yamato II(1978)
Незадоволення глядачів фіналом другого фільму спонукало створення другого сезону серіалу Yamato, який переробив події фільму та запропонував дещо інший сюжет протистояння з Зодою та його Імперією Комети, закінчившись без загибелі «Ямато» чи основних персонажів. Дія розгортається у 2201 році і розширює історію фільму до 26 епізодів. У другому сезоні з’являються додаткові сюжетні лінії, зокрема любовна історія між Терезою та членом екіпажу «Ямато» Дайсуке Шімою, а також внутрішня напруга між Кодаєм і Сайто, лідером групи космічних морпіхів.

### Yamato: The New Voyage(1979)
Наступним вийшов телевізійний фільм Yamato: The New Voyage (також відомий як Bon Voyage Yamato), у якому з’явився новий ворог — Імперія Чорної Туманності. Події розгортаються наприкінці 2201 року. У фільмі, пізніше адаптованому для кінотеатрального прокату, Десслер бачить, як його рідну планету Ґамілус знищують сірі прибульці, а сестринська планета Іскандар опиняється наступною у черзі на вторгнення. Він знаходить потенційного союзника в «Ямато», який на той час виконує тренувальну місію під командуванням заступника капітана Кодая.

### Be Forever Yamato(1980)
Кінофільм Be Forever Yamato, дія якого відбувається у 2202 році, показує, як Імперія Чорної Туманності запускає на Землю потужну зброю — гіперонну бомбу, здатну знищити людство у разі опору повномасштабному вторгненню. «Ямато» під командуванням нового капітана Яманамі вирушає до рідної галактики прибульців і там виявляє те, що здається майбутньою Землею — переможеною й під владою ворогів. У цьому фільмі з’являється Саша, дочка королеви Старші з Іскандара та Мамору Кодая (старшого брата Сусуму).

### Space Battleship Yamato III(1980)
Після цих фільмів було створено третій сезон аніме-серіалу, який транслювався на японському телебаченні в 1980 році. У самому ефірі точна дата подій не згадувалася, проте дизайн-документи та публікації аніме-індустрії вказують, що дія відбувається у 2205 році. У сюжеті Сонце потрапляє під удар випадкової протонної ракети під час бою між силами Імперії Ґалман та Федерації Болар. Ця ракета значно прискорює ядерний синтез у Сонці, і людству доводиться або евакуюватися до нового дому, або шукати спосіб запобігти вибуху наднової. У ході сюжету виявляється, що народ Імперії Ґалман насправді є предками Десслера та раси Ґамілус. Десслер і залишки його космічного флоту знайшли й звільнили Ґалман від Федерації Болар. Спочатку планувалося 52 епізоди, але через скорочення фінансування сезон скоротили до 25 епізодів, що призвело до втрати частини розвитку сюжету.

### Final Yamato(1983)
Прем’єра фільму Final Yamato відбулася в японських кінотеатрах 19 березня 1983 року, де екіпаж знову збирається разом, щоб боротися з загрозою від Денгуїлу — мілітаристської інопланетної цивілізації, яка планує використати водну планету Акваріус, щоб затопити Землю та переселитися туди після втрати своєї рідної планети через галактичне зіткнення. Капітан Окіта, який з моменту першого сезону перебував у кріогенному сні, повертається до командування «Ямато» і жертвує собою, щоб зупинити план Денгуїлів. Кодай і Юкі також одружуються.
Події фільму розгортаються у 2203 році, що суперечить попереднім припущенням про те, що події попередника, Yamato III, відбувалися у 2205 році.

### Yamato: Resurrection(2009)
Хоча New Space Battleship Yamato було скасовано, Нішідзакі швидко почав роботу над новим фільмом під назвою Yamato: Resurrection, дія якого відбувається після оригінального серіалу, тоді як Мацумото планував новий серіал Yamato. Однак додаткові юридичні суперечки призупинили обидва проєкти до серпня 2008 року, коли Нішідзакі оголосив про плани випустити свій фільм 12 грудня 2009 року.
Події фільму Resurrection відбуваються через 17 років після подій Final Yamato і збирають разом деяких членів екіпажу «Ямато», які очолюють переселення жителів Землі до віддаленої зоряної системи після того, як було виявлено чорну діру, яка знищить Сонячну систему через три місяці.

## Спін-офи

### Yamato 2520(1995)
У середині 1990-х Нішідзакі намагався створити продовження Yamato, події якого відбуваються за сотні років після оригіналу. Yamato 2520 мав розповідати про пригоди вісімнадцятого зорельота з такою назвою та його боротьбу з Федерацією Сейрен. Більшість канону, встановленого в оригінальному серіалі (зокрема, знищення Місяця Землі), у цьому продовженні було проігноровано.
Замість Лейдзі Мацумото концептуальне оформлення створив американський художник Сід Мід, відомий такими роботами, як ∀ Gundam та «Той, що біжить по лезу».
Через банкрутство компанії Нішідзакі West Cape Corp (колишня Academy Productions) та юридичні суперечки з Мацумото щодо права власності на авторські права Yamato, серіал так і не був завершений, і лише три епізоди (з десяти) були зняті та випущені на домашньому відео.

### Great Yamato No. Zero(2004)
Great Yamato No. Zero (яп. 大ヤマト零号, Dai Yamato Zero-go) — друге OVA, створене на основі Space Battleship Yamato. Воно вийшло у п’яти серіях з 2004 по 2007 рік. Перший епізод тимчасово був доступний для онлайн-перегляду у 2007 році. Через зміну авторських прав у березні 2002 року Лейдзі Мацумото не зміг продовжити свої плани щодо проєкту Great Yamato і радикально переробив корабель, а також сформував повністю новий екіпаж, починаючи з модифікованих версій своїх персонажів з Great Yamato.
Історія починається в 3199 році, коли могутній ворог атакує Чумацький Шлях із сусідньої галактики і розбиває Альянс Чумацького Шляху, залишаючи йому лише шість флотів. Після знищення штабу Альянсу та неминучого краху центрального керівництва, Великий Ямато «Нуль» вирушає на місію, щоб допомогти Альянсу Чумацького Шляху у останній великій битві.

### New Space Battleship Yamato(2004, скасовано)
У березні 2002 року токійський суд постановив, що авторські права на Yamato законно належать Йошінобу Нішідзакі. З часом Нішідзакі та Мацумото дійшли згоди, і Нішідзакі продовжив розробку нового телевізійного серіалу Yamato . У 2004 році було підготовлено проєкти для 26-серійного серіалу, але подальша робота не велася через відсутність підтримки з боку компанії Tohoku Shinsha. Американський експерт із серіалів Тім Елдред у квітні 2014 року на аукціоні японського магазину Mandarake зміг придбати повний комплект концепт-арту, дизайнів меха та сценарний план.
Події серіалу відбувалися б через 20 років після Final Yamato і показували б, як Сусуму Кодай очолює операцію з підйому уламків «Ямато». Корабель відновлюють, поки Сили оборони Землі будують другий космічний лінкор «Ямато» для боротьби з імперією Балбард — інопланетною расою, яка спорудила над Землею величезну сотоподібну клітку під назвою Ру Сак Гар, щоб зупинити космічні зусилля людства. Після завершення серіалу планувався художній фільм, у якому оригінальний космічний лінкор бореться з спробою Балбард запустити чорну діру на Землю. У серіалі повернулися б лише троє персонажів з оригіналу — Кодай, Юкі та Санада.

## Ремейки

### Ігровий фільм (2010)
Випущений 1 грудня 2010 року, «Космічний лінкор Ямато» став першим ігровим фільмом у франшизі у жанрі. Режисером стрічки став Такасі Ямадзакі, а у головних ролях зіграли Такуя Кімура у ролі Сусуму Кодая та Мейса Курокі у ролі Юкі. Спочатку було оголошено, що сюжет базуватиметься на подіях серіалу 1974 року. Однак офіційний трейлер, випущений у червні 2010 року на японському телебаченні, також показав елементи з другого сезону серіалу (1978). Бюджет фільму перевищував 2 мільярди єн, і він став четвертим найкасовішим японським ігровим фільмом року  та 31-м найкасовішим японським фільмом усіх часів на момент виходу.

### Yamato 2199(2012)
Дебют у японських кінотеатрах відбувся 7 квітня 2012 року. 2199 є ремейком серіалу 1974 року. Ютака Ідзубучі став головним режисером, дизайн персонажів розробив Нобутеру Юкі, а Джюнічіро Тамаморі та Макото Кобаяші відповідали за мехи та концептуальний дизайн. Серіал є спільним проєктом Xebec та AIC. Вступну сцену нового серіалу розробив Хідеакі Анно.

### Yamato 2202(2017)
Сиквел першого ремейку, прем'єра якого відбулася в японських кінотеатрах 25 лютого 2017 року. 2202 є ремейком другого серіалу, режисером якого став Нобуйоші Хабара, а сценаристом — Харутоші Фукуї. Більшість команди та оригінального акторського складу з першого ремейку повернулися до проєкту. Це також останній анімаційний проєкт студії Xebec, яка на той час вже припинила діяльність, але повернулася для роботи над серіалом.

### Yamato 2205(2021)
Сиквел другого ремейку, що дебютував у японських кінотеатрах 8 жовтня 2021 року. 2205 – це ремейк фільму Yamato: The New Voyage. Режисером фільму був Кенджі Ясуда, а сценаристом повернувся Харутоші Фукуї. Це перша робота <i id="mwAa8">Yamato</i>, анімована студією Satelight.

### Be Forever Yamato: Rebel 3199 (2024)
Продовження серії рімейків, 3199, було анонсовано у січні 2022 року та є рімейком як Be Forever Yamato, так і Space Battleship Yamato III. Прем’єра відбудеться у вигляді семи фільмів, починаючи з 19 липня 2024 року. Режисером виступає Наомічі Ямато, а Фукуї повертається як сценарист. Анімацією займається студія Studio Mother за підтримки Satelight.

## Хронологія
Переказ Arrivederci Yamato у вигляді серіалу Yamato II (що закінчився наприкінці 2201 року) призвів до того, що Arrivederci було віднесено до альтернативної, відкинутої часової лінії. Наступний фільм, Yamato: The New Voyage, відбувався наприкінці 2201 року, а його наступник, Be Forever Yamato — на початку 2202 року. Yamato III зазвичай вважали подією 2205 року (цей рік використовували в кількох друкованих виданнях, хоча в ефірі шоу він так і не згадувався). Однак наступний фільм, Final Yamato, відбувався у 2203 році. У вступній промові Final Yamato згадувався конфлікт Болар/Галман, що дозволяє припустити, що події Yamato III слід розглядати десь між 2202 і 2203 роками, що створює нереалістично стиснуту хронологію.
Невідомо, чи ця зміна була спричинена прохолодним сприйняттям Yamato III, незадоволенням творчої групи через скорочений серіал (до того ж Нішідзакі та Мацумото мали обмежену участь у ньому), чи просто сталася через недогляд.
У 2220 році корабель відновлюють після подій Final Yamato. Новим капітаном стає Сусуму Кодай, який був головним героєм попередніх фільмів. У Space Battleship Yamato: Resurrection зазначено, що події відбуваються за 17 років після Final Yamato.

### Оригінальна хронологія
- 2199–2200: Space Battleship Yamato (1974–1975) / Yamato: The Movie (1977)
- 2201: Arrivederci Yamato (1978) / Space Battleship Yamato II (1978–1979), Yamato: The New Voyage (1979)
- 2202: Be Forever Yamato (1980)
- 2203: Space Battleship Yamato III (1980–1981), Final Yamato (1983)
- 2220: Yamato: Resurrection (2009)
- 2520: Yamato 2520 (1995–1996)
- 3199: Great Yamato No. 0 (2004–2007) (неофіційне)

### Ремейки
- 2199: Space Battleship Yamato (2010, ігровий фільм) / Yamato 2199 (2012–2013), Odyssey of the Celestial Ark (2014)
- 2202–2203: Space Battleship Yamato 2202 (2017–2019)
- 2205: Space Battleship Yamato 2205 (2021–2022)
- 2207: Be Forever Yamato: Rebel 3199 (2024–)

## Манґа

### Space Battleship Yamato (1974)
Лейдзі Мацумото написав адаптації Space Battleship Yamato, які публікувалися в журналі Bōken Ō видавництва Akita Shoten з листопада 1974 року (випущеного 1 жовтня) до травня 1975 року (опублікованого 1 квітня) та зібраного в один том, та «Farewell to Space Battleship Yamato, що виходило з випуску за липень 1978 року (вийшов 1 червня) до випуску за грудень 1979 року (опублікований 1 листопада) і зібране у два томи. У третій том також включено додаткову манґу Eternal Story of Jura, спочатку опубліковану 1976 року у періодичному виданні Playcomic того ж видавництва Akita Shoten.

### Great Yamato (2000)
Space Battleship Great Yamato (яп. 新宇宙戦艦ヤマト, Shin Uchū Senkan Yamato) — манґа, створена Лейдзі Мацумото під час його володіння авторськими правами на Space Battleship Yamato (1998–2002). Вона публікувалася у щомісячному журналі Gotta Comics видавництва Shogakukan з лютого 2000 до жовтня 2001 року і частково зібрана в два томи. Дія відбувається у 3199 році, де збираються далекі нащадки екіпажу Ямато, щоб вирушити у подорож на набагато більшій версії оригінального корабля. У 2001 році Мацумото, Columbia Records і композитор Хіроші Міягава випустили музичний альбом Symphonic Suite Great Yamato. На початку 2002 року Мацумото анонсував плани створення аніме під назвою The Great Galaxy Series: The Tale of Great Yamato 7vs7. Однак проєкт Great Yamato був передчасно припинений через судову заборону на подальше використання авторських прав Мацумото в Японії у березні 2002 року.

## Товари
Завдяки значному фінансовому успіху, Space Battleship Yamato з моменту свого виходу став основою для широкого асортименту товарів.
Починаючи з 1974 року, було продано багато продукції з тематикою Yamato , зокрема одяг, посуд, канцелярське приладдя та моделі персонажів, серед яких особливою популярністю користувалися Космо Тайгери та сам Ямато. Крім того, продавалися моделі флоту Десслера, що на той час було рідкістю — зазвичай кораблі чи меха антагоністів не випускалися у вигляді іграшок. Компанія Bandai відповідала за більшість мерчандайзу, і її рішення профінансувати Space Battleship Yamato ще на ранньому етапі виробництва вважається одним із ключових чинників її фінансового успіху.
Bandai випустила велику кількість моделей Ямато у різних розмірах. Найбільша й найдеталізованіша з них — це модель довжиною 70 см, представлена у 2007 році. Корабель оснащувався дистанційним керуванням, стилізованим під руків'я Хвильової рушниці. За допомогою цього пульта можна було керувати шторками Ямато, головною та допоміжною артилерією, імпульсними лазерами та самою Хвильовою рушницею. Модель продавалася за 47 250 єн (приблизно 450 доларів США).

## Спадщина та вплив
Спочатку Space Battleship Yamato ігнорували — оригінальне аніме 1974 року було змушене скоротити кількість серій удвічі через низькі рейтинги та глядацьку аудиторію. Проте після виходу фільму 1977 року популярність різко зросла, і серія здобула культовий статус. Під час оригінальної трансляції, попри загальну відсутність інтересу, Лейдзі Мацумото отримав «дуже несподівану» кількість листів від жіночої аудиторії, які дивилися шоу, що стало для нього сюрпризом, адже він планував, що його переглядатимуть переважно чоловіки.
Через два-три місяці після початку трансляції фанати почали часто з’являтися в студії. Були захоплені дівчата, які прилітали літаком аж із Кюшю, і ми дарували їм кадри з аніме та фони як сувеніри, бо вони докладали таких великих зусиль. Зараз ці кадри мають таку ж вартість на чорному ринку, як наркотики, а тоді вони були просто зайвим баластом.— Нобору Ішігуро, 1980
До виходу Yamato в 1974 році всі аніме-серіали називалися як «теребі-манґа» (телевізійна манґа). Успіх Yamato, як завдяки його тональності та темам, які були амбіційними для аніме того часу, а також тому, що це була оригінальна робота — вплинув на перехід до використання терміна «аніме».

### Культурний вплив
Space Battleship Yamato — один із найвпливовіших аніме-серіалів у Японії. Його поворот до серйозніших тем та складних сюжетних ліній вплинув на майбутні роботи в жанрі наукової фантастики та меха, включаючи Gundam, Evangelion та Macross.
Yamato пізніше вплинув на багато інших аніме. Його популярність згодом призвела до появи різних пародій та посилань, таких як у Sgt. Frog, Haruhi Suzumiya та Space Battleship Tiramisu.
Хідеакі Анно назвав Yamato своїм улюбленим аніме і вважав, що саме воно викликало в нього інтерес до аніме. Yamato також був першим аніме-серіалом або фільмом, який отримав премію Сейун, досягнення, яке не повторювалося аж до фільму «Навсікая з Долини Вітрів» (1984).
Пізніший фільм 1977 року «Зоряні війни» має багато схожостей з оригінальним серіалом Yamato 1974 року. Наприклад, обидва є космічними операми з військовими імперіями, зоряними кораблями та космічними битвами; робот R2D2 має сильну схожість із Аналайзером як за дизайном, так і за сюжетною функцією; а в обох творах креслення корабля передаються жіночими головними персонажами. Декілька критиків припускали, що Yamato  могло вплинути на «Зоряні війни», хоча Джордж Лукас не згадував його серед своїх японських впливів (таких як самурайські фільми Акіри Куросави).
Yamato також вплинув на відеоігри. Його називали натхненням для створення впливової гри-стрілялки Space Invaders. Дизайнер гри Такаші Нішіяма також вважає, що саме Хвильова гармата стала прообразом руху Хадоукен у серії Street Fighter.

## Персонажі і тематика
Серіал Space Battleship Yamato загалом охоплює теми відважної самопожертви, благородних ворогів і поваги до героїв, загиблих при виконанні обов’язку. Це помітно вже в другому епізоді першого сезону, де розповідається про загибель оригінального лінкора «Ямато», якому віддають шану моряки та пілоти з обох сторін, коли він тоне. У фільмах багато уваги приділено сценам, де екіпаж відвідує пам’ятники попереднім місіям і згадує мужність полеглих товаришів. Десслер, ворог, переможений у першому сезоні та залишений без батьківщини й народу, визнає, що його супротивники борються за ті самі цінності, за які боровся і він сам. Зрештою він стає важливим і вірним союзником Землі.